# Route nationale 431
Die Route nationale 431, kurz N 431 oder RN 431, war eine französische Nationalstraße.
Die Straßennummer wurde erstmals 1933 in das Nationalstraßennetz aufgenommen. Bis 1973 führte der Streckenverlauf von einer Kreuzung mit der RN 83 in Cernay aus zu einer Kreuzung mit der RN 430 in Le Markstein.
Ihre Gesamtlänge betrug 30 Kilometer. Auf ihrer Strecke überquerte die Nationalstraße mehrere Pässe. Der höchste Pass liegt auf 1323 Metern über dem Meeresspiegel. Sie ist ein Teil der Route des Crêtes.
Mittlerweile wurde die Straßennummer für eine Schnellstraße vergeben, die Metz südöstlich umgeht. Sie stellt eine Verlängerung der Autoroute A315 dar und führt zur Autoroute A31.

## Streckenverlauf
| Position | höchste zulässige Gesamtgeschwindigkeit | Fahrbahnen | Typ                                | Abschnitt            | Längengrad | Breitengrad |
| -------- | --------------------------------------- | ---------- | ---------------------------------- | -------------------- | ---------- | ----------- |
| 1        | 110                                     | 2          | Beginn der Autobahn                | A315 N 431           | 49.1190    | 6.2345      |
| 2        | 110                                     | 2          | Teil-Anschlußstelle                | Montoy-Flanville/N 3 | 49.1182    | 6.2345      |
| 3        | 110                                     | 2          | Vollständige Anschlussstelle       | ZI Metz Borny        | 49.1076    | 6.2360      |
| 4        | 110                                     | 2          | Teil-Anschlußstelle                | rue d Ars Laquenexy  | 49.0950    | 6.2326      |
| 5        | 110                                     | 2          | Dreieck mit Kreisverkehr           | D955_57              | 49.0898    | 6.2270      |
| 6        | 110                                     | 2          | Teil-Anschlußstelle                | Peltre / D155'       | 49.0750    | 6.2063      |
| 7        | 110                                     | 2          | Vollständige Anschlussstelle       | Pouilly              | 49.0592    | 6.1870      |
| 8        | 110                                     | 2          | Vollständige Anschlussstelle       | Cuvry/Augny          | 49.0482    | 6.1414      |
| 9        | 110                                     | 2          | Ende der Autobahn mit Kreisverkehr | A 31/Féy             | 49.0365    | 6.1130      |